# Élections législatives allemandes de 1874
Les élections législatives allemandes de 1874 pour le Reichstag de l'Empire allemand ont lieu le 10 janvier 1874.
La participation d'environ 61,2 %, est plus élevée par rapport aux élections de 1871.
Contrairement à 1871, des députés du Reichsland d'Alsace-Lorraine, au nombre de 15, sont cette fois-ci élus. Ils sont tous issus de listes régionales, il faut attendre les élections de 1890 pour que des membres de partis allemands y gagnent des sièges.
Comme en 1871, le Parti national-libéral est le plus représenté. Le Zentrum est l'autre grand vainqueur de ces élections. À l'inverse les conservateurs et le Parti libéral impérial perdent des mandats. Le chancelier Otto von Bismarck s'inquiète également de la progression des sociaux-démocrates qui ont désormais 9 mandats, contre 2 aux précédentes élections.

## Résultats
| Partis         | Partis                                          | Voix      | %      | +/–     | Total sièges | +/–           |
| -------------- | ----------------------------------------------- | --------- | ------ | ------- | ------------ | ------------- |
|                | Zentrum                                         | 1 438 792 | 27.72  | 9,51    | 91           | 33            |
|                | Parti national-libéral                          | 1 394 250 | 26.86  | 2,11    | 147          | 30            |
|                | Parti progressiste allemand                     | 458 133   | 8.83   | 0,21    | 48           | 3             |
|                | Parti conservateur libre                        | 388 840   | 7.49   | 1,34    | 32           | 5             |
|                | Parti conservateur                              | 352 050   | 6.78   | 6,73    | 21           | 35            |
|                | Parti d'Alsace-Lorraine                         | 234 545   | 4.52   | Nouveau | 15           | Nouveau       |
|                | Parti polonais                                  | 208 797   | 4.02   | 0,52    | 14           | 1             |
|                | Association générale des travailleurs allemands | 179 250   | 3.45   | 2,01    | 3            | 3             |
|                | Parti ouvrier social-démocrate                  | 171 873   | 3.31   | 2,25    | 7            | 6             |
|                | Parti libéral impérial                          | 98 072    | 1.89   | 5,16    | 8            | 25            |
|                | Parti allemand hanovrien                        | 73 436    | 1.41   | 1,48    | 4            | en stagnation |
|                | Libéraux indépendants                           | 69 905    | 1.35   | 0,58    | 4            | 1             |
|                | Parti populaire allemand                        | 39 110    | 0.75   | 0,01    | 1            | en stagnation |
|                | Conservateurs indépendants                      | 21 546    | 0.42   | 0,04    | 1            | en stagnation |
|                | Parti danois                                    | 19 856    | 0.38   | 0,16    | 1            | en stagnation |
|                | Particularistes libéraux du Schleswig-Holstein  | 13 945    | 0.27   | 0,09    | 0            | 2             |
|                | Vieux libéraux                                  | 8 937     | 0.17   | 0,47    | 0            | 2             |
|                | Divers                                          | 18 806    | 0.36   | 0,21    | 0            | en stagnation |
|                | Indéterminés                                    | 111       | 0.00   | 0,02    | 0            | en stagnation |
|                |                                                 |           |        |         |              |               |
| Inscrits       | Inscrits                                        | 8 523 446 | 100,00 |         | 397          |               |
| Votants        | Votants                                         | 5 219 830 | 61,24  |         |              |               |
| Abstentions    | Abstentions                                     | 3 303 616 | 38,76  |         |              |               |
| Blancs et nuls | Blancs et nuls                                  | 29 576    | 0,35   |         |              |               |
| Exprimés       | Exprimés                                        | 5 190 254 | 60,89  |         |              |               |

| Famille politique    | Famille politique    | Parti                                           | Parti | Voix  | %      | +/-    | Sièges | %      | +/- |
| -------------------- | -------------------- | ----------------------------------------------- | ----- | ----- | ------ | ------ | ------ | ------ | --- |
| Conservateurs        | Conservateurs        | Conservateur                                    |       | 0,360 | 6,9 %  | -7,2 % | 21     | 5,3 %  | -32 |
| Conservateurs        | Conservateurs        | Conservateur libre                              |       | 0,376 | 7,2 %  | -1,7 % | 32     | 8,1 %  | -7  |
| Libéraux             | Droit                | Libéral impérial                                |       | 0,054 | 1,0 %  | -6,2 % | 3      | 0,8 %  | -27 |
| Libéraux             | Droit                | National-libéral                                |       | 1,543 | 29,7 % | -0,4 % | 154    | 38,8 % | +35 |
| Libéraux             |                      | Autres libéraux                                 |       | n/a   | n/a    | n/a    | 3      | 0,9 %  | -3  |
| Libéraux             | Gauche               | Progressiste                                    |       | 0,448 | 8,6 %  | -0,2 % | 491)   | 12,3 % | +4  |
| Libéraux             | Gauche               | Populaire                                       |       | 0,022 | 0,4 %  | -0,1 % | 1      | 0,3 %  | ±0  |
| Catholiques          | Catholiques          | Zentrum                                         |       | 1,446 | 27,9 % | +9,3 % | 91     | 22,9 % | +31 |
| Socialistes          | Socialistes          | Sociaux-démocrates (SDAP)                       |       | 0,172 | 3,3 %  | +2,2 % | 61)    | 1,5 %  | +4  |
| Socialistes          | Socialistes          | Association générale des travailleurs allemands |       | 0,179 | 3,5 %  | +2,1 % | 3      | 0,8 %  | +3  |
| Minorités nationales | Minorités nationales | Welf                                            |       | 0,073 | 1,4 %  | ±0,0 % | 4      | 1,0 %  | -3  |
| Minorités nationales | Minorités nationales | Polonais                                        |       | 0,198 | 3,8 %  | -0,7 % | 14     | 3,5 %  | ±0  |
| Minorités nationales | Minorités nationales | Danois                                          |       | 0,034 | 0,7 %  | ±0,0 % | 1      | 0,3 %  | ±0  |
| Minorités nationales | Minorités nationales | Alsace-Lorraine                                 |       | 0,235 | 4,5 %  | +4,5 % | 15     | 3,8 %  | +15 |
|                      |                      | Divers                                          |       | 0,051 | 1,0 %  | -1,0 % | -      | -      | -5  |
| Total                | Total                | Total                                           | Total | 5,190 | 100 %  |        | 397    | 100 %  | +15 |

1)La circonscription de Leipzig-Land est remporté lors des élections par le social-démocrate Johann Jacoby, mais il refuse le mandat. Les secondes élections élisent le candidat progressiste Karl Heine. Dans le tableau précédent, ce sont les résultats après cette seconde élection qui sont représentés.

## Groupes parlementaires
Lors de ces élections certains députés ne rejoignent pas le groupe parlementaire de leur parti et restent donc indépendants.
Par ailleurs 3 députés Welf rejoignent la fraction du Zentrum. Les députés sociaux-démocrates créent leur propre groupe parlementaire. Au début de la législature les groupes parlementaires ont les effectifs suivants :
| Groupe             | Sièges |
| ------------------ | ------ |
| National-libéral   | 150    |
| Zentrum            | 94     |
| Progressiste       | 49     |
| Conservateur libre | 31     |
| Conservateur       | 21     |
| Libéral impérial   | 29     |
| Polonais           | 13     |
| Sociaux-démocrates | 9      |
| Indépendants       | 30     |

Les changements de groupes parlementaires au cours de la législature changent les rapports de force.